# Entogonia spitzi
Entogonia spitzi är en fjärilsart som beskrevs av Louis Beethoven Prout 1932. Entogonia spitzi ingår i släktet Entogonia och familjen mätare. Inga underarter finns listade i Catalogue of Life.